# شينغو إيشيكاوا
شينغو إيشيكاوا (باليابانية: 石川慎吾؛ بالكانا: いしかわ しんご) هو لاعب كرة قاعدة ياباني، ولد في 27 أبريل 1993 في Naka-ku, Sakai ‏ في اليابان.

## وصلات خارجية
- شينغو إيشيكاوا على موقع الدوري الياباني لكرة القاعدة (الإنجليزية)
- شينغو إيشيكاوا على موقعبيزبول رفرنس.كوم (الدوري الثانوي) (الإنجليزية)